# Tour della nazionale maschile di rugby a 15 dell'Inghilterra 1985
A maggio 1985 la nazionale inglese si recò in tour in Nuova Zelanda; il calendario prevedeva 5 incontri con selezioni provinciali e due test match contro gli All Blacks.
L'avvio della spedizione fu problematico: il commissario titolare, Dick Greenwood, per sopraggiunti impegni professionali si dimise dall'incarico e si dichiarò indisponibile a viaggiare in Nuova Zelanda; la RFU nominò quindi Derek Morgan direttore del tour e affidò la guida tecnica a Brian Ashton, allenatore dell'Inghilterra U-21, per i tre quarti e a Martin Green, dell'Under-23, per gli avanti.
Il primo test match fu vinto dagli All Blacks per 18-13, ma le uniche mete vennero dagli inglesi (Teague e Harrison), che tuttavia concessero per indisciplina 8 calci piazzati, 6 dei quali trasformati da Crowley che diede alla sua squadra tutti i 18 punti con cui ebbe la meglio.
Il secondo test match, all'Athletic Park di Wellington, fu una sconfitta descritta da Clem Thomas dell'Observer come la conseguenza di «aver mandato allo sbaraglio un reparto cucinieri contro una divisione di Panzer»: gli All Blacks si imposero 42-15, realizzando sei mete contro due, e infliggendo all'Inghilterra quella che all'epoca fu la più pesante sconfitta internazionale di sempre.

## Risultati

### Itest match
| Arbitro: | Kerry Fitzgerald |

|             |      |                 |
|             | mt   | Harrison Teague |
|             | tr   | Barnes          |
| Crowley (6) | c.p. | Barnes          |

| Arbitro: | Kerry Fitzgerald |

|                                    |      |               |
| Green (2) Hobbs Kirwan Mexted Shaw | mt   | Hall Harrison |
| Crowley (3)                        | tr   | Barnes (2)    |
| Crowley (3)                        | c.p. |               |
| W. Smith                           | drop | Barnes        |

### Gli altri incontri
| Whangarei 18 maggio 1985 | Northland | 14 – 27 | Inghilterra XV |  |

| Gisborne 22 maggio 1985 | Poverty Bay | 0 – 45 | Inghilterra XV |  |

| Auckland 25 maggio 1985 | Auckland | 25 – 6 | Inghilterra XV | Eden Park |

| Dunedin 28 maggio 1985 | Otago | 16 – 25 | Inghilterra XV | Carisbrook |

| Invercargill 4 giugno 1985 | Southland | 9 – 15 | Inghilterra XV | Rugby park |